# Egídio Martorano
Egídio Martorano Neto (São Joaquim, 25 de outubro de 1932 — Florianópolis, 30 de janeiro de 2022) foi um médico e político brasileiro.

## Vida
Neto do italiano Domingos Martorano, natural da Basilicata, e filho de Domingos Martorano e Alzina Vieira Martorano, formou-se em medicina pela Universidade Federal do Paraná.

## Carreira
Foi prefeito municipal de São Joaquim.
Foi deputado à Assembleia Legislativa de Santa Catarina na 9ª legislatura (1979 — 1983), eleito pela Aliança Renovadora Nacional (ARENA).

## Morte
Morreu em Florianópolis, no dia 30 de janeiro de 2022, aos 89 anos de idade.